# Lomas de Menchaca
Lomas de Menchaca är en ort i Mexiko.   Den ligger i kommunen Querétaro och delstaten Querétaro Arteaga, i den centrala delen av landet, 190 km nordväst om huvudstaden Mexico City. Lomas de Menchaca ligger 1 975 meter över havet och antalet invånare är 611.
Terrängen runt Lomas de Menchaca är kuperad åt nordost, men åt sydväst är den platt. Runt Lomas de Menchaca är det tätbefolkat, med 849 invånare per kvadratkilometer. Närmaste större samhälle är Santiago de Querétaro, 5,5 km söder om Lomas de Menchaca. Runt Lomas de Menchaca är det i huvudsak tätbebyggt.